# Sarcosphaera
Sarcosphaera es un género de hongos de la familia Pezizaceae. Antes se consideraba un género monotípico, que contenía la única especie Sarcosphaera coronaria, comúnmente conocida comocorona rosa, corona-taza violeta o estrella-taza violeta. Sin embargo, investigaciones recientes han revelado que hay muchas especies en el complejo, dos en Europa y África del Norte (S. coronaria y S. crassa), otras en América del Norte (por ejemplo, S. columbiana, S. pacifica, S. montana, S. gigantea) y Asia.
S. coronaria es un hongo de copa blanquecina o grisácea, que se distingue por la forma en que la copa se divide en lóbulos desde la parte superior hacia abajo. El cuerpo del fruto, que suele encontrarse parcialmente enterrado en el suelo, es inicialmente como una bola carnosa hueca, y puede confundirse con un globo. A diferencia de éste, se abre de arriba hacia abajo para formar una copa con cinco a diez rayos puntiagudos, de hasta 12 centímetros (4+3⁄4 pulgadas) de diámetro. Su superficie interior es de color marrón lavanda.

Es frecuente encontrarlo en las montañas, en bosques de coníferas, bajo el humus del suelo del bosque, y suele aparecer después de que se derrita la nieve a finales de primavera y principios de verano. El hongo está muy extendido y se ha recogido en Europa, Israel y la parte asiática de Turquía, el norte de África y Norteamérica. En Europa, se considera una especie amenazada en 14 países. Antes se consideraba un buen comestible, pero ahora no se recomienda su consumo, tras varios informes de intoxicaciones que han causado dolores de estómago y, en un caso, la muerte. Se sabe que los cuerpos fructíferos bioacumulan el metaloide tóxico arsénico del suelo. 

## Taxonomía

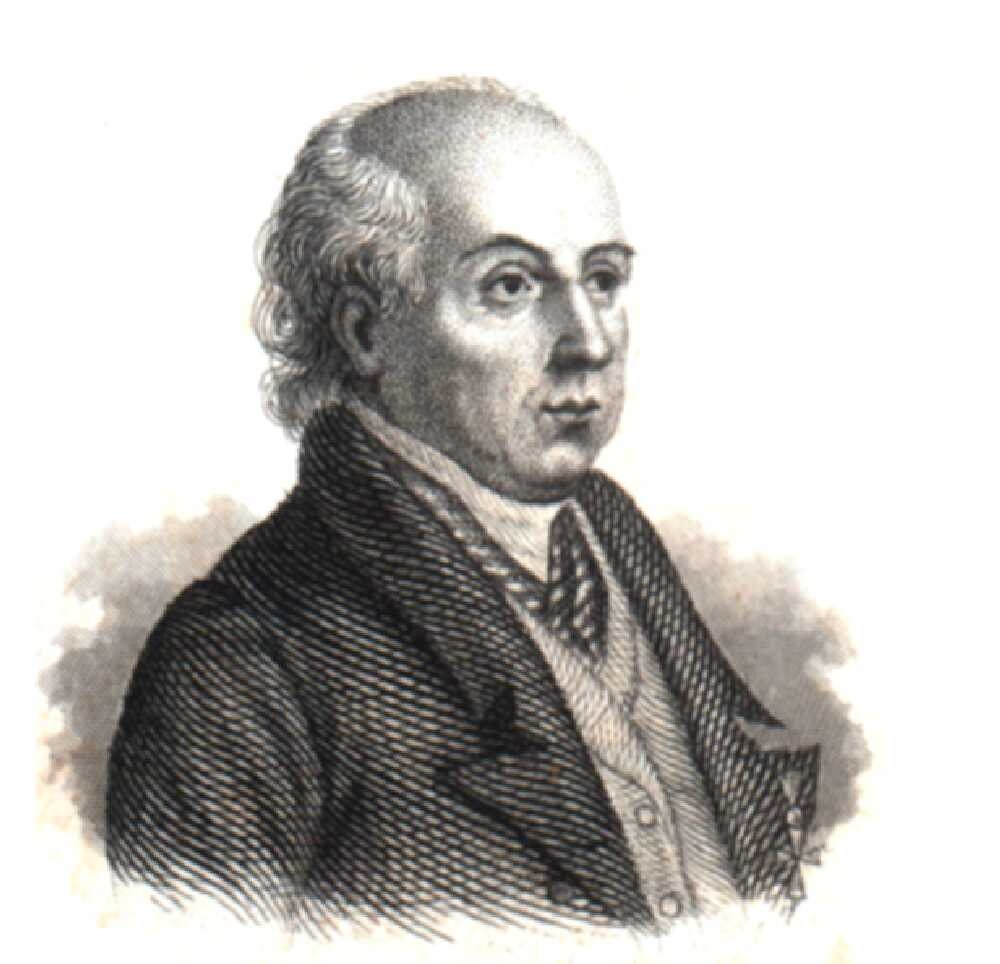
Peziza coronaria fue descrita por primera vez por Nikolaus Joseph von Jacquin en 1778.

El género fue descrito por primera vez por Bernhard Auerswald en 1869, para dar cabida a la especie conocida entonces como Peziza macrocalyx. Sarcosphaera coronaria fue denominada originalmente Peziza coronaria por el científico holandés Nikolaus Joseph von Jacquin en 1778, y sufrió varios cambios de nombre antes de que Joseph Schröter le asignara su nombre actual en 1908. El nombre griego del género significa «bola de carne»; el epíteto específico latino, coronaria, hace referencia a la forma de corona del cuerpo abierto del fruto. La especie recibe diversos nombres, como «hongo corona», «corona rosa», «copa-corona violeta» o «copa-estrella violeta».
A lo largo de los años se han nombrado varios taxones como pertenecientes al género Sarcosphaera, pero la mayoría carecen de descripciones modernas y no se ha vuelto a informar sobre ellos desde sus recolecciones originales. Por ejemplo, Sarcosphaera funerata fue renombrada por Fred Jay Seaver en 1930 basándose en el basónimo Peziza funerata, descrito originalmente por Cooke en 1878. Sarcosphaera gigantea era una especie recolectada en Michigan, descrita originalmente como Pustularia gigantea por Heinrich Rehm en 1905, y considerada correctamente distinta de S. coronaria por el menor tamaño de sus esporas. Sarcosphaera ulbrichiana fue descrita por Wilhem Kirschstein en 1943. Otros taxones han sido reducidos a sinonimia con S. coronaria, o transferidos a otros géneros. Sarcosphaera eximia (originalmente Peziza eximia Durieu& Lév. 1848, y posteriormente transferida a Sarcosphaera por René Maire), Sarcosphaera crassa (considerada por Zdeněk Pouzar en una publicación de 1972 como el nombre correcto de S. coronaria) y Sarcosphaera dargelasii (originalmente Peziza dargelasii Gachet 1829, transferida a Sarcosphaera por Nannfeldt) solían considerarse sinónimos de S. coronaria. Sarcosphaera ammophila (originalmente Peziza ammophila Durieu & Mont.) y Sarcosphaera amplissima (originalmente Peziza amplissima Fr. 1849) han sido transferidas de nuevo a Peziza. La 10.ª edición del Dictionary of the Fungi (2008) considera Sarcosphaera como monotípica y el Index Fungorum solo tiene a Sarcosphaera coronaria confirmada como válida.
En 1947, Helen Gilkey describió el género Caulocarpa basándose en una única recolección realizada en el condado de Wallowa, Oregón. Se pensó que la especie tipo, C. montana, era una trufa (anteriormente clasificada en el desaparecido orden Tuberales) debido a su cuerpo frutal con cámaras y su hábito de crecimiento subterráneo. Más tarde, el micólogo James Trappe observó que se parecía mucho a Sarcosphaera. Treinta años más tarde, Trappe volvió a visitar el lugar de recolección original, en el este de Oregón, y encontró especímenes frescos que se parecían mucho a la descripción original de Gilkey. Algunos especímenes, sin embargo, se habían abierto de forma similar a Sarcosphaera, lo que sugiere que los especímenes originales «simplemente no habían emergido y a menudo no se habían abierto debido a factores del hábitat». El examen microscópico del material tipo conservado reveló que la especie era Sarcosphaera coronaria (entonces llamada S. crassa), y Caulocarpa se considera ahora un sinónimo genérico de Sarcosphaera.
Sarcosphaera está clasificado en la familia Pezizaceae del orden Pezizales. El análisis filogenético de las secuencias de ADN ribosomal sugiere que Sarcosphaera forma un clado con los géneros Boudiera e Iodophanus y que los tres taxones son un grupo hermano de Ascobolus y Saccobolus (ambos en la familia Ascobolaceae). Las especies de las familias Pezizaceae y Ascobolaceae se distinguen de otros taxones de Pezizales por la reacción positiva al yodo en la pared del ascus. En un análisis filogenético más reciente (2005), que combina los datos derivados de tres genes (la subunidad grande del rRNA ribosomal, LSU; la ARN polimerasa II, RPB2; y la beta-tubulina), se demostró que Sarcosphaera está estrechamente relacionado con el género de trufas Hydnotryopsis, corroborando los resultados anteriores que usaron solo las secuencias de LSU rDNA.

## Descripción

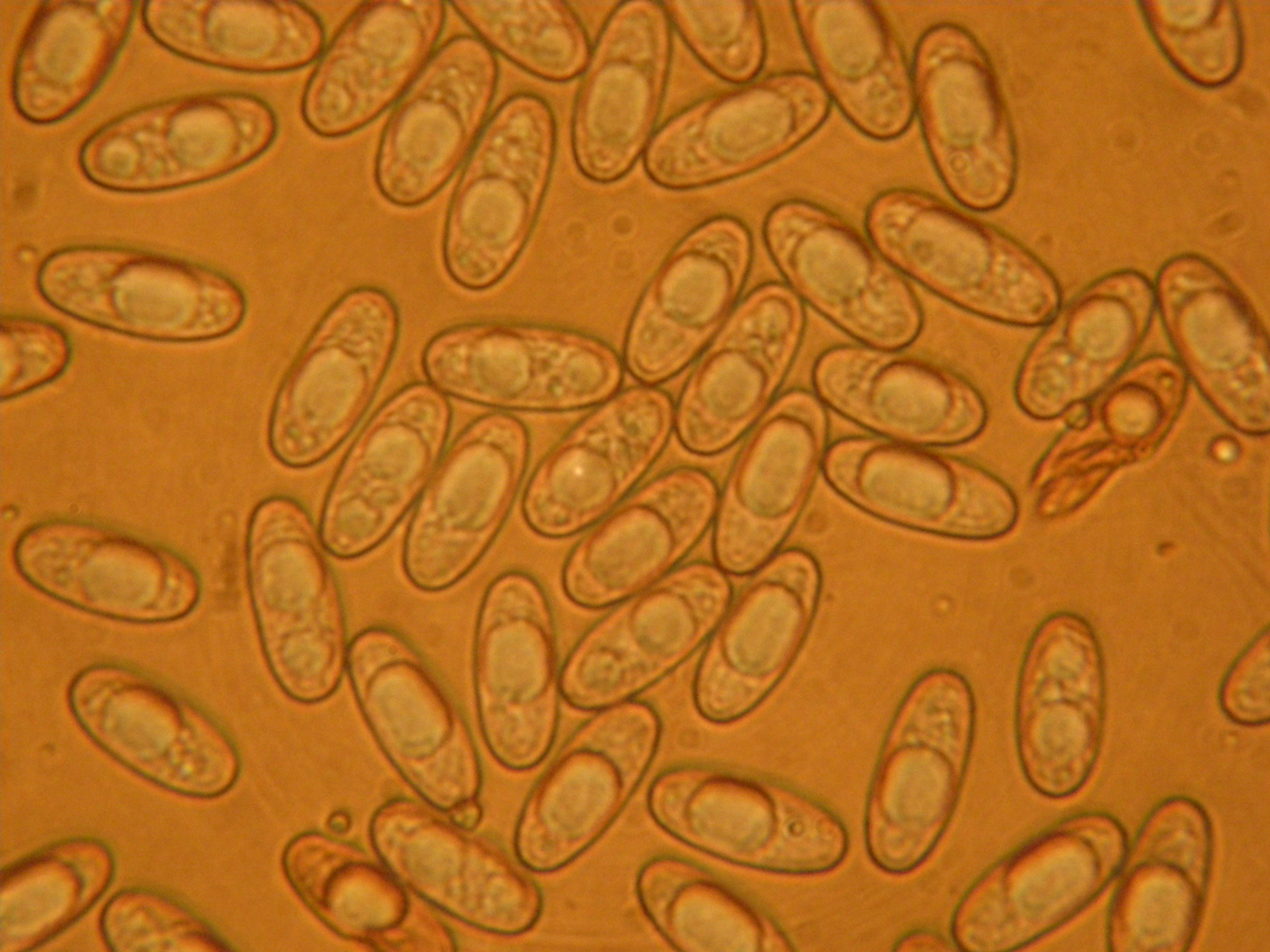
Las esporas elipsoides tienen los extremos romos y típicamente contienen dos grandes gotas de aceite.

Sarcosphaera es parcialmente hipogeónea (fructifica bajo tierra) y emerge del suelo como una esfera hueca de color blanco a crema. Los ejemplares jóvenes están completamente cubiertos por una delgada membrana protectora que se puede retirar fácilmente. A medida que madura, se abre para exponer la capa interna portadora de esporas (himeneo). El cáliz puede llegar hasta 12 cm de diámetro (4+3⁄4 pulgadas), siendo inicialmente esférico, pero se divide en una serie de proyecciones en forma de rayos, que le dan al cuerpo fructífero la forma de una corona. La superficie exterior del cáliz es blanca, mientras que la superficie interior es de color lila-gris, aunque con el paso del tiempo el color puede desvanecerse hacia un tono marrón lavanda. La carne es blanca, gruesa y frágil. Algunos ejemplares pueden tener un tallo corto y grueso.
S. coronaria no tiene un sabor o olor distintivo, aunque una fuente menciona que a medida que envejece, el olor se vuelve «similar al del ruibarbo».
Las esporas son hialinas (translúcidas), lisas y elipsoides con los extremos truncados. Tienen dimensiones de 11.5–20 por 5–9 μm y generalmente contienen dos grandes gotas de aceite. Las paráfisis (células filamentosas estériles intercaladas entre los ascos, o células productoras de esporas) tienen un ancho de 5–8 μm en la punta, son ramificadas, septadas (con particiones que dividen las células en compartimentos) y están constrictas en los septos. Los ascos son cilíndricos y miden 300–360 por 10–13 μm; las puntas de los ascos se tiñen de azul con el reactivo de Melzer. Las paráfisis finamente cilíndricas tienen puntas ligeramente hinchadas y están bifurcadas en la base.

### Química
La composición química de los cuerpos fructíferos recolectados en Turquía ha sido analizada, y se determinó que los cuerpos fructíferos secos contienen los siguientes componentes nutricionales: proteínas, 19.46 %; grasas, 3.65 %; cenizas, 32.51 %; carbohidratos, 44.38 % (incluyendo un 6.71 % como celulosa no digerible). Los cuerpos fructíferos frescos tienen un contenido de humedad del 84.4 %. Los hongos son una buena fuente del elemento vanadio, demostrado en un estudio de 2007 que está presente en una concentración de 0.142 mg/kg (peso seco).

### Especies similares

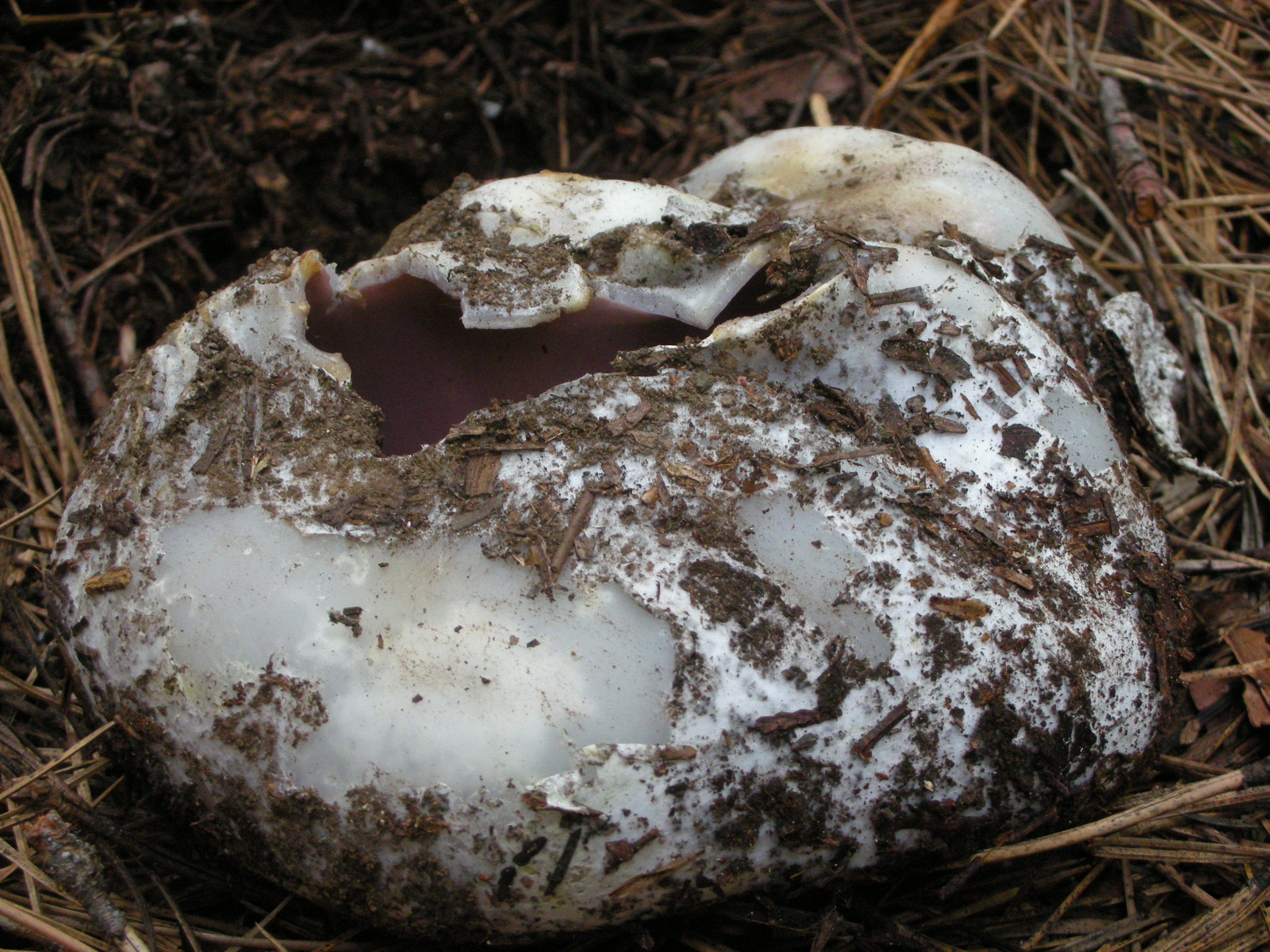
Los cuerpos fructíferos jóvenes se parecen a las trufas.

Los cuerpos fructíferos inmaduros y sin abrir pueden confundirse con trufas, pero se distinguen por su interior hueco. Los especímenes maduros se asemejan en cierta medida al «escleroderma estrella de tierra» (Scleroderma polyrhizum), pero esta especie de color marrón amarillento no tiene la coloración púrpura de Sarcosphaera coronaria. Peziza ammophila (anteriormente clasificada en el género Sarcosphaera) tiene una superficie exterior de color marrón a marrón oscuro y, cuando es joven, tiene forma de copa. Neournula puchettii también tiene un himenio de color rosado, pero es más pequeña y siempre tiene forma de copa. Geopora sumneriana es otro hongo en forma de copa que se asemeja superficialmente a S. coronaria en su forma y hábito de crecimiento subterráneo; sin embargo, la superficie de su himenio es de color crema con matices ocráceos, y su superficie exterior está cubierta de pelos marrones. Geopora sepulta también puede incluirse como un posible parecido con S. coronaria, ya que es macroscópicamente indistinguible de G. sumneriana.
Geopora arenicola y Peziza violacea también son similares.

## Distribución y hábitat
El hongo está distribuido en 23 países europeos, el norte de África y América del Norte, desde Columbia Británica hacia el este hasta Míchigan y Nueva York, y hacia el sur hasta Veracruz, México. También ha sido recolectado en Israel y en la parte asiática de Turquía.

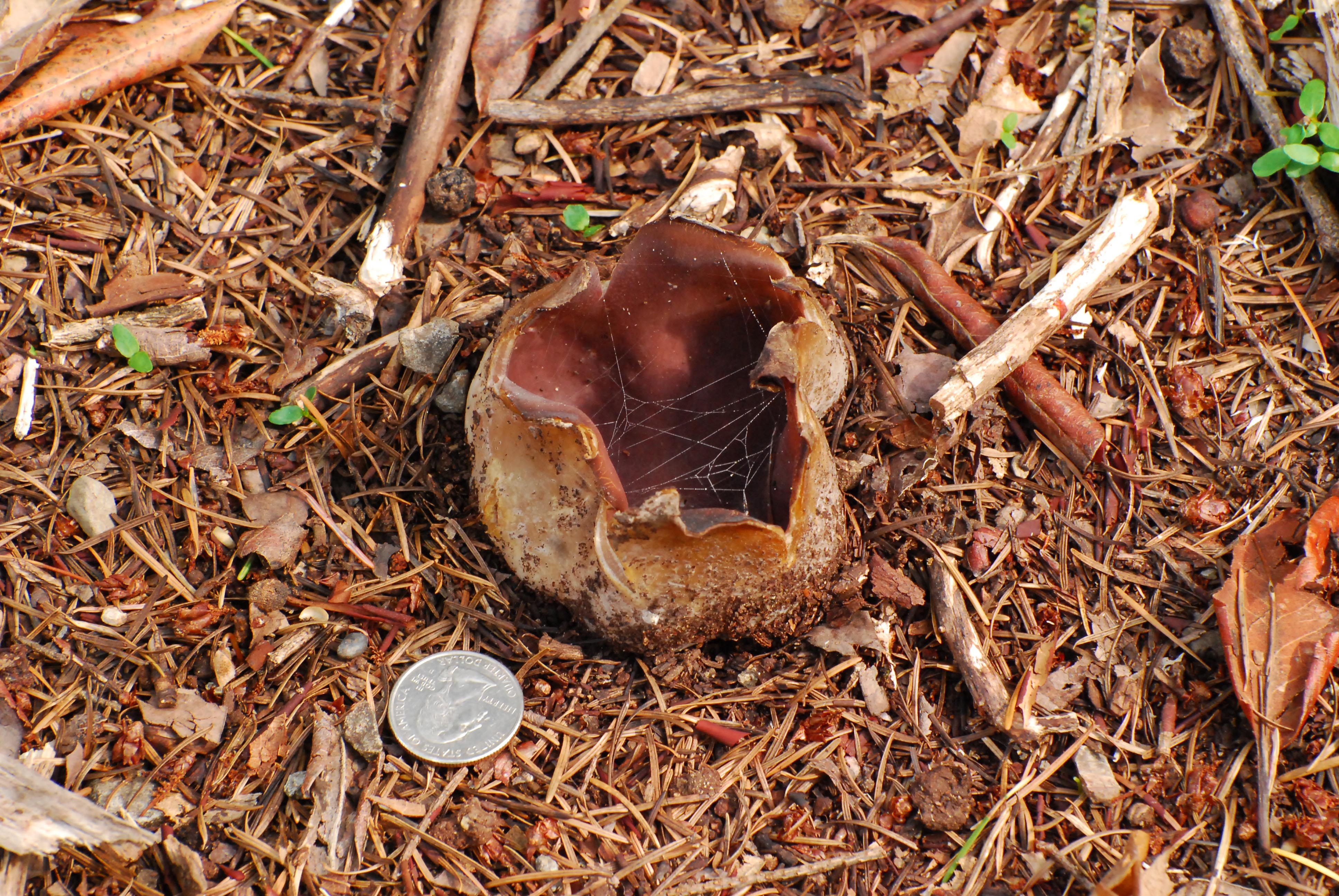
Los cuerpos fructíferos más viejos tienen superficies internas de color lavanda marrón.

Los cuerpos fructíferos se encuentran solos, dispersos o agrupados en bosques de hoja ancha, prefiriendo los hayedos, y con menor frecuencia junto a coníferas. Se ha observado una preferencia por suelos calcáreos, pero también crecen en rocas madre ácidas. Debido a que su desarrollo inicial es subterráneo, los cuerpos fructíferos jóvenes son fáciles de pasar por alto, ya que suelen estar cubiertos de tierra o mantillo del bosque. Asimismo, estos, por lo general, se encuentran en ubicaciones montañosas y aparecen con mayor frecuencia en primavera, a menudo cerca de la nieve que se derrite.

## Ecología
Históricamente, se ha asumido que Sarcosphaera coronaria es saprobia, obteniendo nutrientes al descomponer materia orgánica en descomposición. Sin embargo, el hongo solo se encuentra con árboles conocidos por formar micorrizas, y a menudo es localmente abundante donde aparece, año tras año en la misma ubicación, lo que indica un estilo de vida micorrízico. Los resultados de un estudio de 2006 sobre hongos Pezizales sugieren además que la especie es un simbionte ectomicorrízico y, más generalmente, que los Pezizales incluyen más hongos ectomicorrízicos de lo que se pensaba anteriormente.
En Europa, el hongo está incluido en la lista roja de 14 países y es considerado una especie amenazada por el Consejo Europeo para la Conservación de Hongos. Está preseleccionado para su inclusión en el Convenio de Berna por el Consejo Europeo para la Conservación de Hongos. Las amenazas a la especie incluyen la pérdida y degradación de hábitats debido a la tala rasa y la perturbación del suelo.

## Toxicidad
Se han reportado varios envenenamientos atribuidos a esta especie en Europa, incluyendo un envenenamiento fatal en la región del Jura en 1920, tras el cual se emitió una advertencia de no consumirlo crudo ni en ensaladas.
Los cuerpos fructíferos pueden bioacumular el metal pesado tóxico arsénico del suelo en forma del compuesto ácido metilarsónico. Aunque es menos tóxico que el trióxido de arsénico, sigue siendo relativamente peligroso. A menudo se alcanzan concentraciones superiores a 1000 mg/kg (peso seco). Según se informó en una publicación de 2004, un espécimen maduro recolectado cerca de la ciudad de Český Šternberk en la República Checa tenía un contenido de arsénico de 7090 mg/kg en peso seco, la concentración más alta jamás reportada en un hongo. Típicamente, el contenido de arsénico en hongos micorrízicos recolectados en áreas no contaminadas es inferior a 1 mg/kg. En un estudio turco de 2007 sobre 23 especies de hongos comestibles silvestres (recolectados en áreas no conocidas por estar contaminadas), S. coronaria presentó la mayor concentración de arsénico con 8.8 mg/kg en peso seco, mientras que la concentración de arsénico en los otros hongos analizados varió desde 0.003 mg/kg (en Sarcodon leucopus) hasta 0.54 mg/kg (en Lactarius salmonicolor).

## Usos
Aunque la literatura más antigua lo describe como una buena especie comestible, la literatura moderna no recomienda su consumo. Provoca molestias gastrointestinales a algunas personas, supuestamente similares a los síntomas de envenenamiento causados por las colmenillas (morels). Aunque los cuerpos fructíferos son comestibles después de cocinarse, rara vez son recolectados por los buscadores de hongos y no tienen valor comercial.